# Ernst Haenchen
Ernst Haenchen (* 10. Dezember 1894 in Czarnikau, Provinz Posen; † 30. April 1975 in Münster) war ein deutscher evangelischer Theologe.

## Leben
Ernst Haenchen verbrachte seine ersten Lebensjahre als jüngstes Kind des Kreissekretärs Carl Hermann Haenchen (1846–1897) und seiner Ehefrau Elfriede Haenchen, geb. Kubsch (1858–1939) zusammen mit seinen beiden Geschwistern Karl und Erika in der Kreisstadt Czarnikau. Nach dem Tode des Vaters übersiedelte die Familie nach Breslau, 1904 dann nach Berlin. Dort besuchte er ab Ostern 1905 bis zu seinem Abitur das Joachimsthalsche Gymnasium.
Zu Beginn des Ersten Weltkrieges wurde Ernst Haenchen zunächst aus gesundheitlichen Gründen vom Kriegsdienst freigestellt, was ihm den Beginn eines Theologiestudiums an der Friedrich-Wilhelm-Universität Berlin im Wintersemester 1914/15 ermöglichte. Dort kam er mit Martin Dibelius in Kontakt, der im Sommersemester auf einen Lehrstuhl in Heidelberg berufen wurde.
Die Einberufung zum Kriegsdienst im Mai 1915 unterbrach das gerade begonnene Studium. Der Verlust seines rechten Beins infolge einer im Juli 1918 in Frankreich erlittenen Kriegsverletzung beeinflusste seinen weiteren Werdegang erheblich. Im August 1919 verließ er nach 11 Operationen das Lazarett und nahm sein Studium in Berlin wieder auf. Zum Wintersemester 1922/23 wechselte er an die Universität Tübingen, wo er sein Studium im Sommersemester 1925 beendete. Da ihm das reguläre Promotionsverfahren zu lange dauerte beteiligte er sich mit einer Arbeit zu Aufstellungen und Verhandlungen über den Urfall seit Julius Müller an einem hochschulinternen Wettbewerb.
Am 1. November 1925 trat er eine Vikarstelle in 
Friedeberg in der Neumark an. Kurz danach erhielt er aus Tübingen die Nachricht, dass sein Wettbewerbsbeitrag von der Universität mit einem Preis bedacht und als Inaugural-Dissertation anerkannt worden war. Am 15. Januar 1926 wurde er mit „summa cum laude“ zum Doktor der Theologie promoviert. Nach einem schweren Sturz infolge seiner Behinderung gab Haenchen am 1. August 1926 das Vikariat auf und beschloss, sich ganz der Wissenschaft zu widmen. Im August 1926 wurde er zunächst Privatassistent von Karl Heim. In dieser Zeit verfasste er seine Habilitationsschrift Die Frage nach der Gewissheit beim jungen Augustin, mit der er 1927 die venia legendi erwarb. Im Sommersemester 1928 nahm er seine Lehrtätigkeit als Privatdozent für Systematische Theologie in Tübingen auf.
Eine Tuberkulose-Erkrankung erzwang 1928 einen insgesamt zweijährigen Aufenthalt im schweizerischen Davos. Dort lernte er seine spätere Ehefrau Marguérite Fahrenberger (1905–1990) kennen, die Tochter des Davoser Pfarrers Johannes Fahrenberger. 1933 wurde Haenchen als ordentlicher Professor für Systematische Theologie an die damalige Ludwigs-Universität Gießen berufen, wo er noch im selben Jahr zum Dekan der Theologischen Fakultät gewählt wurde. Am 24. März 1939 wechselte er an die Universität Münster, wiederum auf den Lehrstuhl für Systematische Theologie. Nach kriegsbedingter Schließung der Universität Münster nach dem Sommersemester 1944 hielt sich Ernst Haenchen bis 1948 wieder im schweizerischen Davos auf, um erneut seine Tuberkulose-Erkrankung zu kurieren. In dieser Zeit entstand sein erstes wissenschaftliches Hauptwerk, ein Kommentar zur Apostelgeschichte, der ihn in Theologenkreisen bald bekannt machte. Das 1956 erstmals erschienene Werk war schnell vergriffen und wurde für die folgenden Auflagen vom Verfasser bis zu seinem Tode immer wieder aktualisiert und ergänzt. Ebenfalls sehr anerkennt wurde sein Kommentar Der Weg Jesu. Eine Erklärung des Markus-Evangeliums und der kanonischen Parallelen (1966).
Ernst Haenchen war 1933 kurzzeitig Mitglied der Deutschen Christen, die er aber nach der sog. „Sportpalastkundgebung“ vom 13. November 1933, bei der Reinhold Krause, Obmann der Deutschen Christen in Groß-Berlin eine „Abkehr des Deutschen Christentums von seinen jüdischen Wurzeln“ forderte, wieder verließ. Am 5. Juli 1937 beantragte er die Aufnahme in die NSDAP und wurde rückwirkend zum 1. Mai desselben Jahres aufgenommen (Mitgliedsnummer 5.575.652). März 1939 wurde er zum ordentlichen Professor an der Universität Münster ernannt, er verlor die Professur 1945 wieder. Eine ordentliche Emeritierung erfolgte 1946.
Als Emeritus lehrte Haenchen ab 1948 noch eine Reihe von Jahren weiter an der Universität Münster. In dieser Zeit promovierte Gerd Presler bei ihm über Sören Kierkegaard. Kurz vor seinem Tod stellte er den Text seines zweiten, posthum erschienenen Hauptwerks, eines Kommentars zum Evangelium nach Johannes fertig.
Ernst Haenchen war der jüngere Bruder des Historikers Karl Haenchen und Onkel des Fotografen Karl Ludwig Haenchen.

## Schriften
- Die Aufstellungen und Verhandlungen über den Urfall seit Julius Müller sind darzustellen und zu beurteilen. Dissertation Tübingen 1926 (Maschinenschrift)
- Die Frage nach der Gewissheit beim jungen Augustin. Habilitationsschrift Universität Tübingen 1927 (Tübinger Studien zur systematischen Theologie ; 1), Stuttgart 1932.
- Volk und Staat in der Lehre der Kirche. In: Volk. Staat. Kirche. Ein Lehrgang der Theologischen Fakultät Gießen. Verlag von Alfred Töpelmann, Gießen 1933.
- Die Botschaft des Thomas-Evangeliums (= Theologische Bibliothek Töpelmann. 6.) Berlin 1961.
- Gott und Mensch. Gesammelte Aufsätze. Tübingen 1965.
- Der Weg Jesu. Eine Erklärung des Markus-Evangeliums und der kanonischen Parallelen (Sammlung Töpelmann. 2. Reihe: Theologische Hilfsbücher; 6). Berlin 1966 (2. durchges. u. verb. Aufl. 1968).
- Die Bibel und wir. Gesammelte Aufsätze. Zweiter Band. Tübingen 1968, ISBN 3-525-51634-7.
- Die Gnosis. Band I: Zeugnisse der Kirchenväter. Unter Mitwirkung von Ernst Haenchen und Martin Krause eingeleitet, übersetzt und erläutert von Werner Foerster. Zürich 1969 (Nachdruck 1995), ISBN 3-7608-1105-1.
- Die Apostelgeschichte. Kritisch-exegetischer Kommentar über das Neue Testament / begr. von Heinrich August Wilhelm Meyer. Hrsg. von Ferdinand Hahn. 3. Göttingen 1977 (16. Aufl., 7., durchges. u. verb. Aufl. dieser Neuauslegung), ISBN 3-525-51634-7.
- Das Evangelium nach Thomas / möglichst wortgetreue Übersetzung von Ernst Haenchen. Neu-Isenburg 1979  ISBN 3-920947-27-4.
- Das Johannesevangelium – ein Kommentar. Aus den nachgelassenen Manuskripten hrsg. von Ulrich Busse mit einem Vorwort von James M. Robinson. Tübingen 1980, ISBN 3-16-143102-2.